# Akgün Kaçmaz
Akgün Kaçmaz, né le 19 février 1935 à Ankara et mort le 12 novembre 2023, est un joueur international de football turc, qui évolue au poste de défenseur.

## Biographie

### Club
Il évolue dix ans dans l'équipe stambuliote du Fenerbahçe SK entre 1951 et 1961.

### Sélection
En équipe nationale, il joue avec l'équipe de Turquie durant la coupe du monde 1954 en Suisse.

## Palmarès
- Champion de Turquie en 1959 et 1961 avec Fenerbahçe